# Монье, Жан-Батист
Жан-Бати́ст Монье́ (фр. Jean-Baptiste Maunier; род. 22 декабря 1990, Бриньоль, Вар) — французский певец и актёр, наиболее известный по ролям в фильмах «Хористы» и «Чёртов мобильник».

## Ранние годы
Родился 22 декабря 1990 года в Бриньоле в семье журналистов Тьерри и Мюриэль Монье. В настоящее время живёт в пригороде Лиона (Сент-Фуа-ле-Лион). Есть младший брат Бенджамин (р. 1995).
В детстве Жан-Батист хотел стать журналистом, но его музыкальный дар привел его к артистической карьере. После шестого класса ему было предложено выбрать какое-либо направление в искусстве. Он выбрал пение и стал членом хора «Маленькие певцы св. Марка» (Petits Chanteurs de Saint-Marc), последовав тем самым примеру отца, который пел в хоре «Petits Chanteurs de Saint-Raphael».

## Карьера
Режиссёр фильма «Хористы» Кристоф Барратье увидел Жана-Батиста на кастинге хористов, которые должны были спеть саундтрек к нему, и взял его на роль солиста хора Пьера Моранжа. Фильм вышел на экраны 17 марта 2004 года и имел необычайный успех. Французскими журналистами о нём было написано много статей, переведённых затем на разные языки. Во Франции было продано 800 000 альбомов с саундтреком к фильму.
На пике популярности фильма Жан-Батист вместе с хором принимал участие во множестве концертов по всему миру.
В феврале 2005 года Жан-Батист ушёл из хора, чтобы больше времени уделять учёбе и овладеть профессией актёра. Но чтобы его голос не забыли, он исполнил великолепный дуэт с Клеманс Сен-Прё — «Concerto Pour Deux Voix» («Концерт на два голоса»).
После окончания лицея Жан-Батист совершенствовал свои актёрские способности в Институте театра и кино им. Ли Страсберга (США).
Благодаря актерскому дару и яркой внешности (его рост — 194 см), он был очень востребован в кино. Так, в возрасте 14 лет он принял участие в четырёхсерийном телефильме «Крик» («Le Cri»), снятом Эрве Басле для канала France 2. Жан-Батист исполнил роль Робера Пано — человека, работающего на сталелитейном заводе, в молодости (Франсис Рено сыграл Робера в старости). Он появляется в первом эпизоде и в воспоминаниях (третий эпизод). Фильм был показан в феврале — марте 2006 года на канале France 2.
Когда съемки у Эрве Басле закончились, он продолжил сниматься вместе с Николя Дювошелем и Клеманс Поэзи в фильме «Большой Мольн» («Le Grand Meaulnes») в 2006 году. В этой картине, основанной на романе Алена Фурнье, Жан-Батист играет Франсуа Сёреля.
Жан-Батист участвовал и в дубляже: его голосом говорит Саксо в полнометражном музыкальном мультфильме «Пикколо, Саксо и Ко», который был пущен в прокат во Франции 20 декабря 2006 года. Сам Жан-Батист признался, что получил огромное удовольствие от участия в озвучивании, и если ему посчастливится получить такую возможность ещё раз, он обязательно согласится озвучить какого-нибудь героя.
Летом 2006 года Монье сыграл главную роль в полнометражном ужастике Джеймса Хата «Чертов мобильник» («Le telephone maudit»). В этом фильме Жан-Батист играет Сида, фаната группы AC/DC, нашедшего мобильный телефон, обладающий необычной силой, с помощью которого он пытается завоевать симпатию своей одноклассницы Энджи (Дженифер Дэкер). Этот фильм совершенно расходится со стилем Жана-Батиста, потому что это смесь фэнтези и чёрной комедии. Жан-Батист отметил, что это «фильм для молодежи». Действительно, «Чертов мобильник» — это первый фильм французского кинематографа такого типа. Он вышел на экраны 7 апреля 2007 года.
Жан-Батист также принимает активное участие в акциях благотворительных организаций, таких как «Звезды Надежды» («Les etoiles de l’Espoir») и всем известные «Les Enfoirés» (объединение артистов и общественных деятелей, организующее концерты, средства от которых направляются на помощь бедным).

## Личная жизнь
3 сентября 2019 года у Жана и его подруги Леа Арнезедер (сестры актрисы Норы Арнезедер) родился сын Эзра.

## Фильмография
- 2004 — Хористы / Les Choristes — Пьер Моранж
- 2005 — Праздник кино / La Fête du cinéma — Claude François
- 2006 — Письмо / La Lettre — Guy Môquet (17 Years old)
- 2006 — Великий Мольн / Le grand Meaulnes — François Seure
- 2006 — Крик (сериал) / Le Cri —  Robert à 15 ans
- 2007 — Чёртов мобильник / Hellphone — Сид
- 2007 — Красный отель / L’auberge rouge — Octave
- 2011 — Идеальный ребенок / Perfect Baby — Alex